# Alona hercegovinae
Alona hercegovinae – gatunek skorupiaka z gromady skrzelonogów, podrzędu wioślarków i rodziny Chydoridae.

## Taksonomia
Gatunek ten został opisany w 1990 roku przez Antona Brancelja. Jego epitet gatunkowy to dopełniacz łacińskiej nazwy hercegovina; odnosi się on do miejsca, gdzie żyje ten bezkręgowiec.

## Opis
Dorosłe, partenogenetyczne samice osiągają 0,41 do 0,59 mm długości i od 0,35 do 0,48 mm wysokości ciała, którego kształt jest prawie okrągły. Są ślepe. Mają trójkątne w obrysie labrum, nieco stępione i zaokrąglone rostrum oraz przezroczyste klapy karapaksu. Na brzusznej krawędzi klap obecny stosunkowo krótki rząd szczecin. Zaodwłok (postabdomen) krótki. Czułki I pary nie sięgają czubka rostrum i mają po 9 estet wierzchołkowych. Czułki II pary mają po 8 szczecin pływnych i po 2 kolce wierzchołkowe.

## Występowanie
Występuje w Bośni i Hercegowinie.
Jego siedliskiem jest stygal, zamieszkuje podziemne jaskinie.